# Chthonius alpicola
Chthonius alpicola es una especie de arácnido  del orden Pseudoscorpionida de la familia Chthoniidae.

## Distribución geográfica
Se encuentra en Austria  y en Italia.